# Tomáš Souček
Tomáš Souček (Havlíčkův Brod, República Checa, 27 de febrero de 1995) es un futbolista checo que juega en la demarcación de centrocampista para el West Ham United F. C. de la Premier League.

## Selección nacional
Tras jugar con la selección de fútbol sub-19 de República Checa, la sub-20 y con la sub-21, finalmente hizo su debut con la selección absoluta el 15 de noviembre de 2016 en un encuentro amistoso contra Dinamarca que finalizó con un resultado de empate a uno tras el gol de Antonín Barák para el combinado checo, y uno de Nicolai Jørgensen para Dinamarca.

### Participaciones en Eurocopas
| Copa          | Sede     | Resultado        | Partidos | Goles |
| ------------- | -------- | ---------------- | -------- | ----- |
| Eurocopa 2020 | Europa   | Cuartos de final | 5        | 0     |
| Eurocopa 2024 | Alemania | Primera fase     | 3        | 1     |

### Goles internacionales
| #  | Fecha                    | Estadio                                         | Oponente    | Gol | Resultado | Competición                         |
| -- | ------------------------ | ----------------------------------------------- | ----------- | --- | --------- | ----------------------------------- |
| 1  | 8 de noviembre de 2017   | Estadio Abdullah bin Khalifa, Doha, Catar       | Islandia    | 1-0 | 2-1       | Amistoso                            |
| 2  | 10 de septiembre de 2018 | Rostov Arena, Rostov del Don, Rusia             | Rusia       | 3-1 | 5-1       | Amistoso                            |
| 3  | 10 de septiembre de 2019 | Estadio Pod Goricom, Podgorica, Montenegro      | Montenegro  | 0-1 | 0-3       | Clasificación para la Eurocopa 2020 |
| 4  | 18 de noviembre de 2020  | Doosan Arena, Pilsen, República Checa           | Eslovaquia  | 1-0 | 2-0       | Liga de Naciones de la UEFA 2020-21 |
| 5  | 24 de marzo de 2021      | Arena Lublin, Lublin, Polonia                   | Estonia     | 1-3 | 2-6       | Clasificación para el Mundial 2022  |
| 6  | 24 de marzo de 2021      | Arena Lublin, Lublin, Polonia                   | Estonia     | 1-4 | 2-6       | Clasificación para el Mundial 2022  |
| 7  | 24 de marzo de 2021      | Arena Lublin, Lublin, Polonia                   | Estonia     | 1-5 | 2-6       | Clasificación para el Mundial 2022  |
| 8  | 11 de noviembre de 2021  | Andrův stadion, Olomouc, República Checa        | Kuwait      | 4-0 | 7-0       | Amistoso                            |
| 9  | 29 de marzo de 2022      | Cardiff City Stadium, Cardiff, Reino Unido      | Gales       | 0-1 | 1-1       | Amistoso                            |
| 10 | 15 de octubre de 2023    | Doosan Arena, Pilsen, República Checa           | Islas Feroe | 1-0 | 1-0       | Clasificación para la Eurocopa 2024 |
| 11 | 17 de noviembre de 2023  | Estadio Nacional de Varsovia, Varsovia, Polonia | Polonia     | 1-1 | 1-1       | Clasificación para la Eurocopa 2024 |
| 12 | 20 de noviembre de 2023  | Andrův stadion, Olomouc, República Checa        | Moldavia    | 3-0 | 3-0       | Clasificación para la Eurocopa 2024 |
| 13 | 26 de junio de 2024      | Volksparkstadion, Hamburgo, Alemania            | Turquía     | 1-1 | 1-2       | Eurocopa 2024                       |
| 14 | 10 de septiembre de 2024 | Fortuna Arena, Praga, República Checa           | Ucrania     | 3-1 | 3-2       | Liga de Naciones de la UEFA 2024-25 |
| 15 | 9 de junio de 2025       | Opus Arena, Osijek, Croacia                     | Croacia     | 1-1 | 5-1       | Clasificación para el Mundial 2026  |

## Estadísticas

### Clubes
Actualizado al último partido disputado el 9 de noviembre de 2024.
| Club                                    | Div.          | Temporada     | Liga  | Liga  | Copas nacionales | Copas nacionales | Copas internacionales | Copas internacionales | Total | Total |
| Club                                    | Div.          | Temporada     | Part. | Goles | Part.            | Goles            | Part.                 | Goles                 | Part. | Goles |
| --------------------------------------- | ------------- | ------------- | ----- | ----- | ---------------- | ---------------- | --------------------- | --------------------- | ----- | ----- |
| F. K. Viktoria Žižkov · República Checa | 2.ª           | 2014-15       | 14    | 0     | 0                | 0                | ―                     | ―                     | 14    | 0     |
| F. K. Viktoria Žižkov · República Checa | Total club    | Total club    | 14    | 0     | 0                | 0                | 0                     | 0                     | 14    | 0     |
| S. K. Slavia Praga · República Checa    | 1.ª           | 2015-16       | 29    | 7     | 2                | 0                | ―                     | ―                     | 31    | 7     |
| S. K. Slavia Praga · República Checa    | 1.ª           | 2016-17       | 7     | 0     | 1                | 0                | 5                     | 0                     | 13    | 0     |
| F. C. Slovan Liberec · República Checa  | 1.ª           | 2016-17       | 12    | 0     | 1                | 0                | ―                     | ―                     | 13    | 0     |
| F. C. Slovan Liberec · República Checa  | Total club    | Total club    | 12    | 0     | 1                | 0                | 0                     | 0                     | 13    | 0     |
| S. K. Slavia Praga · República Checa    | 1.ª           | 2017-18       | 27    | 3     | 4                | 0                | 8                     | 0                     | 39    | 3     |
| S. K. Slavia Praga · República Checa    | 1.ª           | 2018-19       | 34    | 13    | 2                | 3                | 13                    | 2                     | 49    | 18    |
| S. K. Slavia Praga · República Checa    | 1.ª           | 2019-20       | 17    | 8     | 1                | 2                | 8                     | 2                     | 26    | 12    |
| S. K. Slavia Praga · República Checa    | Total club    | Total club    | 114   | 31    | 10               | 5                | 34                    | 4                     | 158   | 40    |
| West Ham United F. C. Inglaterra        | 1.ª           | 2019-20       | 13    | 3     | 0                | 0                | ―                     | ―                     | 13    | 3     |
| West Ham United F. C. Inglaterra        | 1.ª           | 2020-21       | 38    | 10    | 3                | 0                | ―                     | ―                     | 41    | 10    |
| West Ham United F. C. Inglaterra        | 1.ª           | 2021-22       | 35    | 5     | 5                | 0                | 11                    | 1                     | 51    | 6     |
| West Ham United F. C. Inglaterra        | 1.ª           | 2022-23       | 36    | 2     | 3                | 0                | 11                    | 1                     | 50    | 3     |
| West Ham United F. C. Inglaterra        | 1.ª           | 2023-24       | 37    | 7     | 5                | 1                | 10                    | 2                     | 52    | 10    |
| West Ham United F. C. Inglaterra        | 1.ª           | 2024-25       | 10    | 2     | 2                | 0                | —                     | —                     | 12    | 2     |
| West Ham United F. C. Inglaterra        | Total club    | Total club    | 169   | 29    | 18               | 1                | 32                    | 4                     | 219   | 34    |
| Total carrera                           | Total carrera | Total carrera | 309   | 60    | 29               | 6                | 66                    | 8                     | 404   | 74    |

## Palmarés

### Títulos nacionales
| Título                               | Club            | País            | Año  |
| ------------------------------------ | --------------- | --------------- | ---- |
| Liga de Fútbol de la República Checa | Slavia de Praga | República Checa | 2017 |
| Copa de la República Checa           | Slavia de Praga | República Checa | 2018 |
| Liga de Fútbol de la República Checa | Slavia de Praga | República Checa | 2019 |
| Copa de la República Checa           | Slavia de Praga | República Checa | 2019 |

### Títulos internacionales
| Título                             | Club                  | Sede  | Año  |
| ---------------------------------- | --------------------- | ----- | ---- |
| Liga Europa Conferencia de la UEFA | West Ham United F. C. | Praga | 2023 |